# Bend Studio
Bend Studio è un'azienda statunitense sviluppatrice di videogiochi, situata a Bend, Oregon. Fondata nel 1993 come Eidetic, è stata acquistata dalla Sony Computer Entertainment (SCE) nel 2000. La sua notorietà deriva dallo sviluppo della serie di videogiochi Syphon Filter e Days Gone. Precedentemente Bend Studio ha anche sviluppato Bubsy 3D per PlayStation.
L'azienda opera come parte di PlayStation Studios.

## Prodotti sviluppati

### Come Eidetic
| Videogioco      | Data rilascio | Piattaforma                                      |
| --------------- | ------------- | ------------------------------------------------ |
| Bubsy 3D        | 1997          | PlayStation                                      |
| Syphon Filter   | 1999          | PlayStation, PlayStation 3, PlayStation Portable |
| Syphon Filter 2 | 2000          | PlayStation                                      |

### Come Bend
| Videogioco                    | Data rilascio | Piattaforma                                      |
| ----------------------------- | ------------- | ------------------------------------------------ |
| Syphon Filter 3               | 2001          | PlayStation, PlayStation 3, PlayStation Portable |
| Syphon Filter: Omega Strain   | 2004          | PlayStation 2                                    |
| Syphon Filter: Dark Mirror    | 2006          | PlayStation 2, PlayStation Portable              |
| Syphon Filter: Logan's Shadow | 2007          | PlayStation 2, PlayStation Portable              |
| Syphon Filter: Combat Ops     | 2007          | PlayStation 3                                    |
| Resistance: Retribution       | 2009          | PlayStation Portable                             |
| Uncharted: L'abisso d'oro     | 2012          | PlayStation Vita                                 |
| Uncharted: Fight for Fortune  | 2012          | PlayStation Vita                                 |
| Days Gone                     | 2019          | PlayStation 4, Microsoft Windows                 |
| Days Gone Remastered          | 2025          | PlayStation 5                                    |

1. 1 2 3 4  Convertito successivamente.